# Ettore Balestrero
Pour les articles homonymes, voir Balestrero.
Ettore Balestrero est un prélat catholique italien, nonce apostolique à partie de 2013, observateur permanent du Saint-Siège aux Nations unies à Genève depuis 2023. 

## Enfance et études
Il est né à Gênes, en Ligurie, sur la côte italienne, le 21 décembre 1966. Après des études de droit, il est entré au Collegio Capranica. Il a obtenu une licence en théologie et un doctorat en droit canonique.

## Prêtre
Il est ordonné prêtre par le cardinal-vicaire de Rome Camillo Ruini le 18 septembre 1993 et incardiné dans le diocèse de Rome. C’est un élève de l’Académie pontificale ecclésiastique. Entré dans le service diplomatique du Saint-Siège le 1er juillet 1996, il fut d’abord au service de la nonciature en Corée du Sud (en) et en Mongolie (en) (1996-1998), puis de celle des Pays-Bas (en) (jusqu’en 2001). Il travailla ensuite au sein de la secrétairerie d'État. Le 17 août 2009, Benoît XVI l’a promu au poste de sous-secrétaire pour les relations avec les États.

## Nonce apostolique
Le 22 février 2013, il est nommé nonce apostolique en Colombie (en) avec le titre d’archevêque titulaire de Victoriana (de). Il est consacré le 27 avril suivant en la basilique Saint-Pierre, aux côtés de Michael Banach et Brian Udaigwe par Tarcisio Bertone, le cardinal secrétaire d’État, assisté des cardinaux Marc Ouellet et Fernando Filoni, préfets respectivement de la congrégation pour les évêques et de la congrégation pour l'évangélisation des peuples,.
Le 6 juillet 2018, le pape le nomme en république démocratique du Congo (en) au moment où le nonce précédent, Mgr Luis Mariano Montemayor doit renoncer à sa mission en pleine crise avec le pouvoir politique congolais.
Le 21 juin 2023, le pape le nomme observateur permanent du Saint-Siège aux Nations unies à Genève. 

## Succession apostolique
Ettore Balestrero a ordonné les évêques suivants :
- Évêque Joselito Carreño Quiñonez (de), M.X.Y. (2014)
- Évêque Medardo de Jesús Henao del Río (es), M.X.Y. (2014)
- Évêque Carlos Alberto Correa Martínez (de) (2014)
- Archevêque Gabriel Ángel Villa Vahos (es) (2014)
- Évêque Luis Horacio Gómez González (de) (2014)
- Archevêque Luis Fernando Rodríguez Velásquez (es) (2014)
- Évêque Luis Gabriel Ramírez Díaz (es) (2014)
- Évêque César Alcides Balbín Tamayo (es) (2015)
- Évêque José Crispiniano Clavijo Méndez (es) (2015)
- Évêque Juan Carlos Cárdenas Toro (es) (2015)
- Évêque José Luis Henao Cadavid (es) (2015)
- Évêque Marco Antonio Merchán Ladino (es) (2016)
- Évêque Orlando Olave Villanoba (es) (2017)
- Évêque Mario de Jesús Álvarez Gómez (de) (2018)
- Évêque José Saúl Grisales Grisales (de) (2018)
- Évêque François Abeli Muhoya Mutchapa (de) (2021)
- Évêque Richard Kazadi Kamba (de) (2022)
- Évêque Sébastien Kenda Ntumba (de) (2022)